# Marines (kommun i Spanien, Valencia, Província de València, lat 39,71, long -0,54)
Marines är en kommun i Spanien.   Den ligger i provinsen Província de València och regionen Valencia, i den östra delen av landet, 280 km öster om huvudstaden Madrid. Antalet invånare är 1 850. Arean är 36 kvadratkilometer. Marines gränsar till Almedíjar, Llíria, Olocau, Gátova och Altura. 
Terrängen i Marines är kuperad åt nordost, men åt sydväst är den platt.